# Hikdop
Hikdop (Hikdop Island) es una isla situada en Filipinas, adyacente a la de Mindanao. Corresponde al término municipal de la Ciudad de Surigao perteneciente a  la provincia de Surigao del Norte situada en la Región Administrativa de Caraga, también denominada Región XIII.

## Geografía
Isla situada  al norte de la ciudad de  Surigao, desde donde es  visible; al sur de la bahía de Aguasán; al este del estrecho de Surigao, islas de Sumilón (barrio de Danawan) y de Danaguán (barrio de Canawan); y al norte del canal de Hinatuán; y al oeste de las islas de Sibale (barrios de Lisondra y de Zaragoza) y de Hanigad (barrios de Aurora y de San Pedro).

### Comunicaciones
No hay carreteras en la isla Hikdop, por lo que las comunicaciones se realizan por barco, las conexiones entre los barrios por el interior se llevan a cabo  a través de senderos peatonales.

## Localidades
La isla cuenta con una población de 5,039 habitantes repartidos entre  los siguientes ocho barrios:
- Alang-alang, 561 habitantes.
- Alegría, 666 habitantes.
- Baybay, 324 habitantes.
- Bilabid, 313 habitantes.
- Buena Vista, 1,293 habitantes.
- Catadmán, 385 habitantes.
- Libuac, 991 habitantes.
- Sidlakán, 396 habitantes.

## Lugares de interés
Cuevas de Buenavista (Buenavista Caves ), de  3 kilómetros de largo, situadas cerca de Sitio Pagkawasan solo se puede llegar en transporte de agua.
Hermoso coral vivo ideal para bucear y nadar.
- Playa de Panomboyom (Panomboyom  Beach) situada en el extremo sur de la isla, tiene forma de herradura y arena blanca.